# Kristóf Deák
Kristóf Deák (Budapest, 7 de juny de 1982) és un director de cinema, guionista, productor i muntador de cinema hongarès conegut sobretot pel seu treball a Sing, que li va valer l'Oscar al millor curtmetratge als Premis Oscar de 2017.

## Trajectòria
Va començar els seus estudis d'Enginyeria Elèctrica a la Universitat de Tecnologia i Economia de Budapest i més tard va passar al curs de producció cinematogràfica de la Universitat de Teatre i Cinema de Budapest. Durant aquest temps va aprendre a editar dels seus companys i, posteriorment, va treballar com a editor autònom. L'any 2010 va completar el màster en direcció de cinema i televisió a la Universitat de Westminster.
El 2011 va dirigir alguns capítols de la popular sèrie de televisió hongaresa Hacktion. El 2017, el seu curtmetratge multipremiat Sing va guanyar l'Oscar al millor curtmetratge d'acció de live action. El 2022, va dirigir el seu primer llargmetratge Az unoka, una pel·lícula de thriller de venjança.